# Bluetooth Low Energy

블루투스 저전력 프로토콜(Bluetooth Low Energy 또는 약칭: BLE)은 블루투스 4.0(Bluetooth Smart) 스펙이 2010년 6월 30일에 채택된 이후로 배포되는 저전력 블루투스이다. 이로서 기존의 블루투스 통신 프로토콜은 '클래식 블루투스'라는 명칭으로 구별될뿐만아니라 사실상 또다른 블루투스 통신을 의미하기도하지만 통신 보안의 기술적 측면이나 데이타 처리의 호환성 측면에서는 역시 클래식 블루투스와 같은 계열의 버전이라고 할 수 있다.

## 주요 스펙
- 클래식 블루투스(Classic Bluetooth) 지원
- Bluetooth high speed 지원
- Bluetooth low energy 프로토콜 포함

Bluetooth high speed는 Wi-Fi를 바탕으로, 클래식 블루투스는 기존의 레거시 블루투스 프로토콜을 바탕으로 한다.
한편, 종래의 버전과 비교해 대폭적으로 소비전력을 낮춘 Bluetooth Low Energy는, Bluetooth SIG 공개자료에 의하면, 버튼형 전지 1개만으로도 수년간 구동 가능하도록 되어 있다. 전송 속도는 1Mbps로, 데이터 패킷 사이즈가 8 - 27옥테드로 매우 작아졌다. 가전제품 등에 탑재된 센서와의 데이터 통신을 염두에 두고 만들어진 사양으로, 기존 3.0+HS과 방향성을 달리하여, 제품 제작자는 3.0+HS 및 4.0을 별도로 목적에 맞춰 채용하는 식이 되었다.

## 같이 보기
- 시리얼 통신
- ATcommand
- UART